# Ordre de l'Étoile d'Inde
Pour les articles homonymes, voir Ordre de l'Étoile.
Le plus haut ordre de l'Étoile d'Inde (The Most Exalted Order of the Star of India) a été créé le 23 février 1861 par la reine Victoria en récompense de services éminents à l'Empire des Indes.
Il a été créé pour honorer les princes et dignitaires indiens, aussi bien que les officiers britanniques et les fonctionnaires ayant servi en Inde.
Il comprend trois classes :
- Chevalier grand commandeur (Knight Grand Commander of the Star of India) (GCSI)
- Chevalier commandeur (Knight Commander) (KCSI)
- Compagnon (Companion) (CSI)

## Historique

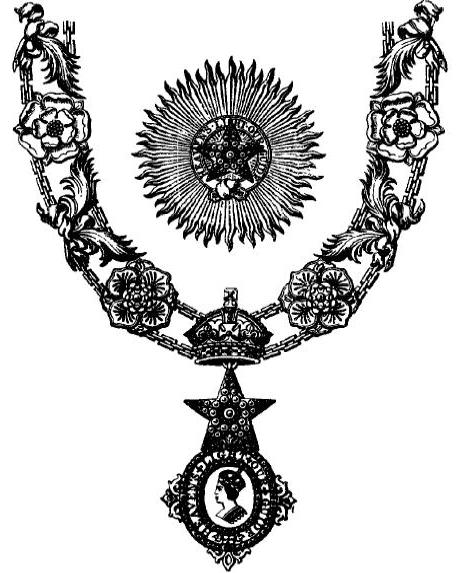
Collier et étoile de l'ordre

La première remise des insignes de l'Ordre eut lieu le 1er novembre 1861 à Windsor. La reine Victoria remit le collier au prince consort, au prince de Galles, à Lord Harris, au maharajah Dhulîp Singh, aux généraux Lord Clyde et George Pollock, ainsi qu'à John Lawrence.
Le vice-roi des Indes était le grand maître de l'ordre. À sa nomination, il recevait les insignes de chevalier grand commandeur. Le dernier vice-roi récipiendaire étant Lord Louis Mountbatten.
Les femmes du vice-roi et des hauts dignitaires indiens recevaient quant à elles l'ordre de la Couronne d'Inde (The Order of the Crown of India), en vigueur du 1er janvier 1878 jusqu'en 1947.
Cet ordre n'est plus conféré depuis l'indépendance de l'Inde, en 1947.

## Description
Le ruban est bleu clair avec un liseré blanc à chaque extrémité.
Sur l'insigne est inscrite la devise de l'ordre : heaven's light our guide (que la lumière divine nous guide).